# FC Lorient
FC Lorient-Bretagne Sud (kortweg FC Lorient) is een Franse voetbalclub, afkomstig uit de gelijknamige Franse havenstad Lorient. In het seizoen 1998/99 speelde de club voor de eerste maal in de Ligue 1, maar degradeerde de ploeg onder leiding van trainer-coach Christian Gourcuff aan het einde van het seizoen meteen weer. In 2001 promoveerde de club opnieuw, maar ook nu voor één seizoen. De club haalde wel de Franse beker binnen. In het seizoen 2005/06 promoveerde Lorient opnieuw naar de Ligue 1, opnieuw onder leiding van manager Gourcuff.
In het seizoen 2016/17 eindigde de club als achttiende in de Ligue 1, waardoor FC Lorient was veroordeeld tot een play-off (promotie/degradatie) over twee duels tegen Troyes AC, de nummer drie van de Ligue 2. Onder leiding van trainer-coach Bernard Casoni verloor Lorient het tweeluik: op de 2-1 nederlaag in de uitwedstrijd volgde een 0-0 voor eigen publiek.
Op 30 april 2020 werd Lorient gepromoveerd naar Ligue 1 nadat de Franse voetbalbond had besloten om de seizoenen van zowel Ligue 1 als Ligue 2 voortijdig te beëindigen vanwege de pandemie van het Coronavirus. Lorient stond bovenaan de Ligue 2-ranglijst op het moment van de beslissing, al bedroeg de voorsprong op de eerste vier achtervolgers slechts enkele punten en moesten er nog tien wedstrijden gespeeld worden. 

## Erelijst
- Coupe de France

2002
- Championnat National

1995
- Ligue 2

2020

## Eindklasseringen
- 1946 11e
Niveau 3
- 1947 5e
Niveau 3
- 1948 3e
Niveau 4
- 1949 2e
Niveau 3
- 1950 7e
Niveau 3
- 1951 9e
Niveau 3
- 1952 12e
Niveau 3
- 1953 1e
Niveau 4
- 1954 3e
Niveau 3
- 1955 3e
Niveau 3
- 1956 5e
Niveau 3
- 1957 1e
Niveau 3
- 1958 6e
Niveau 3
- 1959 11e
Niveau 3
- 1960 4e
Niveau 3
- 1961 8e
Niveau 3
- 1962 7e
Niveau 3
- 1963 3e
Niveau 3
- 1964 4e
Niveau 3
- 1965 3e
Niveau 3
- 1966 3e
Niveau 3
- 1967 3e
Niveau 3
- 1968 8e
Division Interrégionale
- 1969 11e
Division Interrégionale
- 1970 11e
Division Interrégionale
- 1971 6e
Division Interrégionale
- 1972 11e
Division Interrégionale
- 1973 11e
Division 2
- 1974 6e
Division 2
- 1975 3e
Division 2
- 1976 3e
Division 2
- 1977 16e
Division 2
- 1978 14e
Division 3
- 1979 13e
Division 4
- 1980 11e
Niveau 5
- 1981 11e
Niveau 5
- 1982 1e
Niveau 6
- 1983 1e
Niveau 5
- 1984 1e
Division 4
- 1985 1e
Division 3
- 1986 16e
Division 2
- 1987 1e
Division 3
- 1988 18e
Division 2
- 1989 1e
Division 3
- 1990 16e
Division 2
- 1991 4e
Division 3
- 1992 1e
Division 3
- 1993 18e
Division 2
- 1994 4e
National 1
- 1995 1e
National 1
- 1996 12e
Division 2
- 1997 9e
Division 2
- 1998 2e
Division 2
- 1999 16e
Division 1
- 2000 13e
Division 2
- 2001 2e
Division 2
- 2002 18e
Division 1
- 2003 4e
Ligue 2
- 2004 4e
Ligue 2
- 2005 10e
Ligue 2
- 2006 3e
Ligue 2
- 2007 14e
Ligue 1
- 2008 10e
Ligue 1
- 2009 10e
Ligue 1
- 2010 7e
Ligue 1
- 2011 11e
Ligue 1
- 2012 17e
Ligue 1
- 2013 8e
Ligue 1
- 2014 8e
Ligue 1
- 2015 16e
Ligue 1
- 2016 15e
Ligue 1
- 2017 18e
Ligue 1
- 2018 7e
Ligue 2
- 2019 6e
Ligue 2
- 2020 1e
Ligue 2
- 2021 16e
Ligue 1
- 2022 16e
Ligue 1
- 2023 10e
Ligue 1
- 2024 17e
Ligue 1
- 2025 1e
Ligue 2

- Niveau 1
- Niveau 2
- Niveau 3
- Niveau 4
- Niveau 5
- Niveau 6

| Seizoen   | №  | Clubs | Divisie | Duels | Winst | Gelijk | Verlies | Doelsaldo | Punten | Tsch   |
| --------- | -- | ----- | ------- | ----- | ----- | ------ | ------- | --------- | ------ | ------ |
| 2008–2009 | 10 | 20    | Ligue 1 | 38    | 10    | 15     | 13      | 47–47     | 45     | 11.401 |
| 2009–2010 | 7  | 20    | Ligue 1 | 38    | 16    | 10     | 12      | 54–42     | 58     | 12.208 |
| 2010–2011 | 11 | 20    | Ligue 1 | 38    | 12    | 13     | 13      | 46–48     | 49     | 15.635 |
| 2011–2012 | 17 | 20    | Ligue 1 | 38    | 9     | 12     | 17      | 35–49     | 39     | 15.643 |
| 2012–2013 | 8  | 20    | Ligue 1 | 38    | 14    | 11     | 13      | 57–58     | 53     | 15.245 |
| 2013–2014 | 9  | 20    | Ligue 1 | 38    | 13    | 10     | 15      | 48–53     | 49     | 15.160 |
| 2014–2015 | 16 | 20    | Ligue 1 | 38    | 12    | 7      | 19      | 44–50     | 43     | 13.649 |
| 2015–2016 | 15 | 20    | Ligue 1 | 38    | 11    | 13     | 14      | 47–58     | 46     | 11.988 |
| 2016–2017 | 18 | 20    | Ligue 1 | 38    | 10    | 6      | 22      | 44–70     | 36     | 11.607 |
| 2017-2018 | 7  | 20    | Ligue 2 | 38    | 18    | 8      | 12      | 61-46     | 62     | 8.566  |
| 2018-2019 | 6  | 20    | Ligue 2 | 38    | 17    | 12     | 9       | 51-41     | 63     | 7.143  |
| 2019-2020 | 1  | 20    | Ligue 2 | 28    | 17    | 3      | 8       | 45-25     | 54     | ?      |
| 2020–2021 | 16 | 20    | Ligue 1 | 38    | 11    | 9      | 18      | 50–68     | 42     | --     |
| 2021–2022 | 16 | 20    | Ligue 1 | 38    | 8     | 12     | 18      | 35-63     | 36     | --     |
| 2022–2023 | 10 | 20    | Ligue 1 | 38    | 15    | 10     | 13      | 52-53     | 55     | --     |
| 2023–2024 | 17 | 18    | Ligue 1 | 34    | 7     | 8      | 19      | 43-66     | 29     | --     |
| 2024–2025 | 1  | 18    | Ligue 2 | 34    | 22    | 5      | 7       | 68-31     | 71     | --     |

## Lorient in Europa
#R = #ronde, T/U = Thuis/Uit, W = Wedstrijd, PUC = punten UEFA coëfficiënten .
Uitslagen vanuit gezichtspunt FC Lorient
| Seizoen                                                    | Competitie | Ronde | Land             | Club        | Totaalscore | 1e W    | 2e W    | PUC |
| ---------------------------------------------------------- | ---------- | ----- | ---------------- | ----------- | ----------- | ------- | ------- | --- |
| 2002/03                                                    | UEFA Cup   | 1R    | Vlag van Turkije | Denizlispor | 3-3 u       | 0-2 (U) | 3-1 (T) | 2.0 |
| Totaal aantal behaalde punten voor UEFA coëfficiënten: 2.0 |            |       |                  |             |             |         |         |     |

Zie ook
- Deelnemers UEFA-toernooien Frankrijk
- Ranglijst van alle clubs die in de diverse Europa Cups zijn uitgekomen